# ادوارد آندرداون
ادوارد آندرداون (انگلیسی: Edward Underdown؛ ۳ دسامبر ۱۹۰۸ – ۱۵ دسامبر ۱۹۸۹) بازیگر اهل بریتانیا بود. وی بین سال‌های ۱۹۳۲ تا ۱۹۷۹ میلادی فعالیت می‌کرد.
از فیلم‌هایی که وی در آن نقش داشته است، می‌توان به روزی که زمین آتش گرفت، شیطان را بران، خارطوم، مسیحی جادویی و مرد تاریکی اشاره کرد.